# Lijst van watergedreven molens in Nederland
In Nederland zijn de meeste watergedreven molens langs de grens met Duitsland en België te vinden. De provincie Limburg is de provincie met de meeste watergedreven molens. Tegenwoordig zijn watermolens slechts in vier provincies te vinden: Gelderland, Noord-Brabant, Limburg en Overijssel. In Flevoland, Friesland en Noord-Holland hebben nooit watermolens gestaan. In de overige provincies zijn deze verdwenen. Onder de verdwenen molens vallen ook de getijdenmolens die in de provincies Zuid-Holland, Noord-Brabant en Zeeland hebben gestaan.
Watermolens in Nederland:
| Naam                                  | Waterloop                         | Plaats                          | Gemeente                      | Provincie           | Type molen                    | Functie                                                     | Maalvaardigheid         | Bezoekmogelijkheid                                              | Foto |
| ------------------------------------- | --------------------------------- | ------------------------------- | ----------------------------- | ------------------- | ----------------------------- | ----------------------------------------------------------- | ----------------------- | --------------------------------------------------------------- | ---- |
| Achterste Molen                       | kunstmatige watervoorziening      | Arnhem                          | Arnhem                        | Gelderland          | bovenslagmolen                | papiermolen                                                 | maalvaardig             | Maakt deel uit van het Openluchtmuseum                          |      |
| Bagijnemolen                          | Sonsbeek                          | Arnhem                          | Arnhem                        | Gelderland          | bovenslagmolen                | korenmolen, museum                                          |                         | Maakt deel uit van het Nederlands Watermuseum                   |      |
| Berenschot                            | Aaltense Slinge                   | Woold                           | Winterswijk                   | Gelderland          | onderslagmolen                | korenmolen                                                  | maalvaardig             |                                                                 |      |
| Bouwhofmolen                          | Ugchelse Beek                     | Ugchelen                        | Apeldoorn                     | Gelderland          | bovenslagmolen                | voorheen korenmolen                                         | draaivaardig            |                                                                 |      |
| Cannenburger Molen                    | Hartense Molenbeek                | Vaassen                         | Epe                           | Gelderland          | turbinemolen                  | voorheen div. functies                                      | in principe maalvaardig |                                                                 |      |
| De Ruitersmolen                       | Beekbergse Beek                   | Beekbergen                      | Apeldoorn                     | Gelderland          | bovenslagmolen                | korenmolen                                                  | maalvaardig             |                                                                 |      |
| Watermolen van Hackfort               | Baakse Beek                       | Vorden                          | Bronckhorst                   | Gelderland          | onderslagmolen                | korenmolen, kleine waterkrachtcentrale                      | maalvaardig             |                                                                 |      |
| De Hoop                               | Griftse Beek                      | Heerde                          | Heerde                        | Gelderland          | bovenslagmolen                | voorheen korenmolen                                         | niet-maalvaardig        |                                                                 |      |
| De Kopermolen                         | Klaarbeek                         | Zuuk                            | Epe                           | Gelderland          | bovenslagmolen                | korenmolen                                                  | maalvaardig             |                                                                 |      |
| De Hamermolen                         | Koppelsprengen                    | Ugchelen                        | Apeldoorn                     | Gelderland          | bovenslagmolen                | kleine waterkrachtcentrale                                  | maalvaardig             |                                                                 |      |
| De Mallumsche Molen                   | Berkel                            | Eibergen                        | Berkelland                    | Gelderland          | onderslagmolen                | koren- en pelmolen                                          | maalvaardig             |                                                                 |      |
| De Middelste Molen                    | Loenense Beek                     | Loenen                          | Apeldoorn                     | Gelderland          | bovenslagmolen                | papiermolen                                                 | maalvaardig             | wo-za                                                           |      |
| De Olliemölle                         | Berkel                            | Borculo                         | Berkelland                    | Gelderland          | onderslagmolen                | voorheen korenmolen, thans restaurant                       | draaivaardig            | restaurant                                                      |      |
| De Stenen Tafel                       | Berkel                            | Borculo                         | Berkelland                    | Gelderland          | onderslagmolen                | korenmolen, restaurant                                      | maalvaardig             | geen                                                            |      |
| Van Lennepsmolen                      | Velpse Beek                       | Velp                            | Rheden                        | Gelderland          | bovenslagmolen                | korenmolen, restaurant                                      | niet draaivaardig       |                                                                 |      |
| Watermolen van Eerbeek                | Eerbeekse Beek                    | Eerbeek                         | Brummen                       | Gelderland          | bovenslagmolen                | oliemolen                                                   | maalvaardig             |                                                                 |      |
| Watermolen van Hattem-Molecaten       | plaatselijke sprengen             | Hattem                          | Hattem                        | Gelderland          | bovenslagmolen                | korenmolen                                                  | maalvaardig             | zondagmiddag                                                    |      |
| Watermolen van Laag-Keppel            | Oude IJssel                       | Laag-Keppel                     | Bronckhorst                   | Gelderland          | onderslagmolen                | korenmolen, restaurant                                      | maalvaardig             |                                                                 |      |
| Watermolen van Staverden              | Staverdensche Beek                | Staverden                       | Ermelo                        | Gelderland          | bovenslagmolen                | kleine waterkrachtcentrale                                  | maalvaardig             | tot op enkele meters te benaderen                               |      |
| De Wenumse Molen                      | Wenumse Beek                      | Wenum                           | Apeldoorn                     | Gelderland          | bovenslagmolen                | korenmolen                                                  | maalvaardig             |                                                                 |      |
| De Witte Molen                        | Sonsbeek                          | Arnhem                          | Arnhem                        | Gelderland          | bovenslagmolen                | korenmolen                                                  | maalvaardig             |                                                                 |      |
| De Zuukermolen                        | Klaarbeek                         | Zuuk                            | Epe                           | Gelderland          | bovenslagmolen                | voorheen div. bestemmingen                                  | draaivaardig            |                                                                 |      |
| Armenmolen                            | Itterbeek                         | Neeritter                       | Leudal                        | Limburg             | onderslagmolen                | voorheen korenmolen, thans woning                           | niet maalvaardig        |                                                                 |      |
| Bisschopsmolen                        | Jeker                             | Maastricht                      | Maastricht                    | Limburg             | middenslagmolen               | korenmolen                                                  | maalvaardig             |                                                                 |      |
| Bovenste Molen                        | Geul                              | Mechelen-Höfke                  | Gulpen-Wittem                 | Limburg             | middenslagmolen               | korenmolen                                                  | maalvaardig             |                                                                 |      |
| Bovenste Plasmolen                    | Molenbeek                         | Plasmolen                       | Mook en Middelaar             | Limburg             | midden- en bovenslagslagmolen | korenmolen                                                  | maalvaardig             |                                                                 |      |
| Breustermolen                         | Voer                              | Hoog-Caestert                   | Eijsden-Margraten             | Limburg             | turbinemolen                  | korenmolen                                                  | maalvaardig             |                                                                 |      |
| Broekmolen                            | Aabeek                            | Stramproy                       | Weert                         | Limburg             | onderslagmolen                | korenmolen                                                  | draaivaardig            |                                                                 |      |
| Dieterdermolen                        | Roode Beek                        | Dieteren                        | Echt-Susteren                 | Limburg             | turbinemolen                  | korenmolen                                                  | maalvaardig             |                                                                 |      |
| ECI-centrale                          | Roer                              | Roermond                        | Roermond                      | Limburg             | turbinemolen                  | waterkrachtcentrale                                         | maalvaardig             |                                                                 |      |
| Eper Molen / Wingbergermolen          | Geul                              | Epen                            | Gulpen-Wittem                 | Limburg             | turbinemolen                  | korenmolen, restaurant                                      | maalvaardig             |                                                                 |      |
| Franse Molen                          | Geul                              | Valkenburg                      | Valkenburg aan de Geul        | Limburg             | onderslagmolen                | korenmolen, restaurant                                      | maalvaardig             |                                                                 |      |
| Friedesse Molen                       | Neerbeek                          | Neer                            | Leudal                        | Limburg             | onderslagmolen                | korenmolen                                                  | maalvaardig             |                                                                 |      |
| Geulhemmermolen                       | Geul                              | Geulhem                         | Valkenburg aan de Geul        | Limburg             | middenslagmolen               | korenmolen, Café-Restaurant                                 | maalvaardig             |                                                                 |      |
| Gitstappermolen                       | Rothenbach                        | Vlodrop                         | Roerdalen                     | Limburg             | middenslagmolen               | korenmolen                                                  | maalvaardig             |                                                                 |      |
| Graanmolen van Eijsden                | Voer                              | Laag-Caestert                   | Eijsden-Margraten             | Limburg             | onderslagmolen                | korenmolen                                                  |                         |                                                                 |      |
| Grathemermolen                        | Uffelse Beek                      | Grathem                         | Leudal                        | Limburg             | onderslag- en turbinemolen    | korenmolen                                                  |                         | dinsdag, donderdag en zaterdag                                  |      |
| Grevenbichtermolen                    | Kingbeek                          | Grevenbicht                     | Sittard-Geleen                | Limburg             | turbinemolen                  | korenmolen                                                  |                         |                                                                 |      |
| Groenendalsmolen                      | voorheen Gulp                     | Gulpen                          | Gulpen-Wittem                 | Limburg             | bovenslagmolen                | voorheen korenmolen                                         | niet draaivaardig       |                                                                 |      |
| Grote Molen (Oude Banmolen)           | Geul                              | Meerssen                        | Meerssen                      | Limburg             | turbinemolen                  | elektriciteit                                               | maalvaardig             |                                                                 |      |
| IJzeren Molen                         | Kleine Geul                       | Rothem                          | Meerssen                      | Limburg             | middenslagmolen               | korenmolen                                                  | niet maalvaardig        |                                                                 |      |
| Kasteelmolen / Slakmolen              | Slakbeek                          | Elsloo                          | Stein                         | Limburg             | bovenslagmolen                | korenmolen                                                  | maalvaardig             |                                                                 |      |
| Molen van het Klooster Redemptoristen | molentak Selzerbeek               | Wittem                          | Gulpen-Wittem                 | Limburg             | middenslagmolen               | pompen water                                                | niet maalvaardig        |                                                                 |      |
| Kruitmolen                            | Geul                              | Valkenburg                      | Valkenburg aan de Geul        | Limburg             | middenslagmolen               | bierproductie                                               | maalvaardig             |                                                                 |      |
| Leeuwenmolen / Molen van Clemens      | Jeker                             | Maastricht                      | Maastricht                    | Limburg             | middenslagmolen               | korenmolen                                                  | niet maalvaardig        |                                                                 |      |
| Leumolen / St. Ursulamolen            | Leubeek                           | Nunhem                          | Leudal                        | Limburg             | onderslagmolen                | korenmolen en oliemolen                                     | maalvaardig             |                                                                 |      |
| Meschermolen                          | Voer                              | Mesch                           | Eijsden-Margraten             | Limburg             | bovenslagmolen                | korenmolen                                                  | maalvaardig             | op afspraak                                                     |      |
| Millenermolen                         | Roode Beek                        | Sittard (bij Millen (Selfkant)) | Sittard-Geleen                | Limburg / Duitsland | bovenslagmolen                | korenmolen en elektriciteit                                 | maalvaardig             |                                                                 |      |
| Molen van Baarlo                      | Kwistbeek                         | Baarlo                          | Peel en Maas                  | Limburg             | onderslagmolen                | korenmolen                                                  | maalvaardig             |                                                                 |      |
| Molen van Hulsen / Onderste Molen     | Molenbeek                         | Geulle                          | Meerssen                      | Limburg             | bovenslagmolen                | korenmolen                                                  | maalvaardig             | op afspraak                                                     |      |
| Molen van Lombok                      | Jeker                             | Biesland                        | Maastricht                    | Limburg             | middenslagmolen               | korenmolen                                                  | maalvaardig             |                                                                 |      |
| Molen van Otten                       | Geul                              | Wijlre                          | Gulpen-Wittem                 | Limburg             | middenslagmolen               | korenmolen, oliemolen en kleine waterkrachtcentrale         | maalvaardig             |                                                                 |      |
| Muggemolen                            | Voer                              | Laag-Caestert                   | Eijsden-Margraten             | Limburg             | middenslagmolen               | korenmolen                                                  | maalvaardig             |                                                                 |      |
| Neubourger Molen                      | Gulp                              | Gulpen                          | Gulpen-Wittem                 | Limburg             | middenslagmolen               | korenmolen, restaurant                                      | maalvaardig             |                                                                 |      |
| Oliemolen                             | Caumerbeek                        | Heerlen                         | Heerlen                       | Limburg             | bovenslagmolen                | korenmolen                                                  | maalvaardig             |                                                                 |      |
| Onderste Molen / Commandeursmolen     | Geul                              | Mechelen                        | Gulpen-Wittem                 | Limburg             | turbinemolen                  | korenmolen / elektriciteit                                  | maalvaardig             |                                                                 |      |
| Ophovenermolen                        | Geleenbeek                        | Ophoven (Sittard)               | Sittard-Geleen                | Limburg             | middenslagmolen               | kleine waterkrachtcentrale, restaurant                      | maalvaardig             |                                                                 |      |
| Oude Molen of Banmolen                | Geul                              | Valkenburg                      | Valkenburg aan de Geul        | Limburg             | turbinemolen                  | kleine waterkrachtcentrale                                  | maalvaardig             |                                                                 |      |
| Poolmolen                             | Geleenbeek                        | Holtum                          | Sittard-Geleen                | Limburg             | middenslagmolen               | korenmolen                                                  | maalvaardig             |                                                                 |      |
| Rosmolen                              | Oostrumse Beek                    | Oostrum                         | Venray                        | Limburg             | onderslagmolen                | korenmolen                                                  | maalvaardig             |                                                                 |      |
| Schaloensmolen                        | Geul                              | Oud-Valkenburg                  | Valkenburg aan de Geul        | Limburg             | turbinemolen                  | korenmolen                                                  | niet maalvaardig        | geen                                                            |      |
| Schouwsmolen                          | Itterbeek                         | Ittervoort                      | Leudal                        | Limburg             | onderslagmolen                | korenmolen, nevenfunctie waterkrachtcentrale                | maalvaardig             | elke derde zondag van de maand van 14 tot 16 uur en op afspraak | [[]] |
| Sint Jansmolen                        | voorheen Geleenbeek               | Spaubeek                        | Beek                          | Limburg             | bovenslagmolen                | korenmolen                                                  | niet maalvaardig        | geen                                                            |      |
| Slottermolen                          | Everlose Beek                     | Grubbenvorst                    | Horst aan de Maas             | Limburg             | middenslagmolen               | voorheen korenmolen, thans kleine waterkrachtcentrale       | maalvaardig             | geen                                                            |      |
| Stadbroekermolen                      | Molenbeek (Sittard)               | Stadbroek (Sittard)             | Sittard-Geleen                | Limburg             | turbinemolen                  | korenmolen                                                  | maalvaardig             |                                                                 |      |
| Strijthagermolen                      | Strijthagerbeek                   | Landgraaf                       | Landgraaf                     | Limburg             | middenslagmolen               | korenmolen                                                  | maalvaardig             |                                                                 |      |
| Uffelse Molen                         | Uffelse Beek                      | Hunsel                          | Leudal                        | Limburg             | middenslagmolen               | korenmolen                                                  | niet-maalvaardig        |                                                                 |      |
| Vaalsbroekermolen                     | plaatselijke bronnen, Zieversbeek | Vaalsbroek (Vaals)              | Vaals                         | Limburg             | middenslagmolen               | spinmolen en korenmolen                                     | maalvaardig             |                                                                 |      |
| Vlodroppermolen                       | Rothenbach                        | Vlodrop                         | Roerdalen                     | Limburg             | turbinemolen                  | korenmolen                                                  |                         |                                                                 |      |
| Volmolen                              | Geul                              | Epen                            | Gulpen-Wittem                 | Limburg             | middenslagmolen               | korenmolen                                                  | maalvaardig             |                                                                 |      |
| Waterkrachtcentrale Roeven            | Zuid-Willemsvaart                 | Nederweert                      | Nederweert                    | Limburg             | turbinemolen                  | waterkrachtcentrale                                         | maalvaardig             |                                                                 |      |
| Weltermolen                           | Geleenbeek                        | Heerlen-Welten                  | Heerlen                       | Limburg             | middenslagmolen               | korenmolen                                                  | maalvaardig             |                                                                 |      |
| Wittemermolen                         | Selzerbeek                        | Wittem                          | Gulpen-Wittem                 | Limburg             | middenslagmolen               | korenmolen                                                  | maalvaardig             |                                                                 |      |
| Wymarse Molen                         | Lingsforterbeek                   | Arcen                           | Venlo                         | Limburg             | onder- en bovenslagmolen      | korenmolen                                                  | maalvaardig             | april t/m oktober: dagelijks                                    |      |
| Collse Watermolen                     | Kleine Dommel                     | Tongelre                        | Eindhoven                     | Noord-Brabant       | onderslagmolen                | korenmolen en oliemolen                                     | maalvaardig             |                                                                 |      |
| Watermolen                            | Vlier                             | Deurne                          | Deurne                        | Noord-Brabant       | onderslagmolen                |                                                             | draaivaardig            |                                                                 |      |
| Dommelse Watermolen                   | Dommel                            | Dommelen                        | Valkenswaard                  | Noord-Brabant       | onderslagmolen                | korenmolen, voorheen ook oliemolen                          | maalvaardig             |                                                                 |      |
| Geldropse watermolen                  | Kleine Dommel                     | Geldrop                         | Geldrop-Mierlo                | Noord-Brabant       | onderslagmolen                |                                                             | nog niet maalvaardig    |                                                                 |      |
| Genneper Watermolen                   | Dommel                            | Gestel                          | Eindhoven                     | Noord-Brabant       | onderslagmolen                | korenmolen                                                  | maalvaardig             |                                                                 |      |
| Hooydonkse watermolen                 | Dommel                            | Nederwetten                     | Nuenen, Gerwen en Nederwetten | Noord-Brabant       | onderslagmolen                | korenmolen                                                  | draaivaardig            |                                                                 |      |
| Kilsdonkse Molen                      | Aa                                | Dinther                         | Bernheze                      | Noord-Brabant       | onderslagmolen                | korenmolen en oliemolen                                     | maalvaardig             |                                                                 |      |
| D’n Olliemeulen                       | Oploose Molenbeek                 | Oploo                           | Sint Anthonis                 | Noord-Brabant       | onderslagmolen                | korenmolen                                                  | maalvaardig             |                                                                 |      |
| Opwettense watermolen                 | Kleine Dommel                     | Opwetten                        | Nuenen, Gerwen en Nederwetten | Noord-Brabant       | onderslagmolen                | voorheen korenmolen, zaagmolen, volmolen en oliemolen       | niet maalvaardig        | geen                                                            |      |
| Spoordonkse Watermolen                | Beerze                            | Spoordonk                       | Oirschot                      | Noord-Brabant       | onderslagmolen                | korenmolen, voorheen ook oliemolen, horecagelegenheid       | maalvaardig             | tijdens openingsuren van het café-restaurant                    |      |
| Stevertse Watermolen                  | voorheen de Run, thans droog      | Steensel                        | Eersel                        | Noord-Brabant       | onderslagmolen                | voorheen korenmolen                                         | niet maalvaardig        | geen                                                            |      |
| Venbergse Watermolen                  | Dommel                            | Valkenswaard                    | Valkenswaard                  | Noord-Brabant       | onderslagmolen                | korenmolen                                                  | maalvaardig             |                                                                 |      |
| Volmolen                              | Dommel                            | Waalre                          | Waalre                        | Noord-Brabant       | onderslagmolen                | voorheen volmolen, thans kleine waterkrachtcentrale, woning | maalvaardig             | op afspraak                                                     |      |
| Molen van Bels                        | Mosbeek                           | Mander                          | Tubbergen                     | Overijssel          | bovenslagmolen                | korenmolen                                                  | maalvaardig             | dagelijks 09:00 - 17:00                                         |      |
| Molen van Frans                       | Mosbeek                           | Mander                          | Tubbergen                     | Overijssel          | bovenslagmolen                | korenmolen                                                  | maalvaardig             | zondags 10:00 - 17:00                                           |      |
| Den Haller                            | Diepenheimse Molenbeek            | Diepenheim                      | Hof van Twente                | Overijssel          | onderslagmolen                | korenmolen                                                  | maalvaardig             |                                                                 |      |
| Molen Herinckhave                     | Fleringer Molenbeek               | Tubbergen                       | Tubbergen                     | Overijssel          | onderslagmolen                | korenmolen                                                  | maalvaardig             |                                                                 |      |
| Noordmolen                            | Oelerbeek                         | Deldeneresch                    | Hof van Twente                | Overijssel          | onderslagmolen                | oliemolen                                                   | maalvaardig             |                                                                 |      |
| Oldemeule                             | Oelerbeek                         | Oele                            | Hengelo                       | Overijssel          | onderslagmolen                | korenmolen                                                  |                         |                                                                 |      |
| Oostendorper watermolen               | Buurserbeek                       | Haaksbergen                     | Haaksbergen                   | Overijssel          | onderslagmolen                | korenmolen en oliemolen                                     | maalvaardig             |                                                                 |      |
| Molen van Singraven                   | Dinkel                            | Denekamp                        | Dinkelland                    | Overijssel          | onderslagmolen                | korenmolen en zaagmolen                                     | maalvaardig             |                                                                 |      |
| De Mast                               | Vasserbeek                        | Vasse                           | Tubbergen                     | Overijssel          | bovenslagmolen                | korenmolen                                                  | maalvaardig             | op afspraak                                                     |      |